# William Henry Drummond
William Henry Drummond, nome assunto nel 1875 da William Henry Drumm (Mohill, 13 aprile 1854 – Cobalt, 6 aprile 1907), è stato un poeta, giornalista e medico irlandese naturalizzato canadese.

## Biografia
Nato in Irlanda, nel 1864 giunse in Canada con i genitori e due fratelli, emigrati a causa della gravissima crisi economica in cui versava l'isola. Due anni dopo il loro arrivo, il padre morì per ictus cerebrale. Priva di qualsiasi reddito, la madre aprì una piccola rivendita di giornali. All'età di 14 anni William lasciò la scuola e trovò un'occupazione come telegrafista. Nel 1875 cambiò ufficialmente il cognome "Drumm" in "Drummond", affermando che quest'ultimo fosse l'antico nome della famiglia.
Nel 1877 riprese gli studi. Nel 1879 si iscrisse alla facoltà di medicina dell'Università di Montréal. Conseguita la laurea, si dedicò alla sanità pubblica e alla medicina legale. Fu redattore della rivista Canada Medical Record.
Più tardi si dedicò alla poesia. Le sue composizioni poetiche, ispirate alla vita dei contadini francofoni del Québec, divennero in breve tempo fra le più note fra quelle del XX secolo nei paesi di lingua inglese. Fu ammesso alla Royal Society of Literature del Regno Unito nel 1898 e alla Royal Society of Canada nel 1899.

## Opere
- The habitant and other French-Canadian poems
- The wreck of the Julie Plante (1879)
- Phil-o-rum's canoe and Madeleine Vercheres
- Two poems (1898)
- Johnnie Courteau and other poems (1901)
- The voyageur and other poems (1905)
- The great fight: poems and sketches (1908)